# Roy Schoeman
Roy H. Schoeman (Nova York, 1951) é um judeu e escritor que se converteu à Igreja Católica. Devido à sua decisão de fé, ele desistiu de uma carreira no campo da economia e se dedica à missão cristã.

## Vida
Os pais judeus de Roy Schoeman fugiram da Alemanha nazista para Nova Iorque, onde ele nasceu e cresceu. Ele recebeu sua educação judaica de importantes rabinos ortodoxos, como Arthur Hertzberg e Arthur Green, que administravam a maior faculdade rabínica dos Estados Unidos. O rabino e músico carismático-hassídico Shlomo Carlebach também o influenciou.
Ele estudou no Instituto de Tecnologia de Massachusetts (MIT) e na Harvard Business School, onde recebeu um MBA magna cum laude e lecionou sobre marketing. Em retrospecto, ele descreve sua infância e juventude como muito religiosas, mas deixou essa crença para trás no decorrer de sua carreira. Ele também falou sobre um sentimento crescente de falta de sentido, apesar do sucesso. Ele atribui sua devoção ao cristianismo às aparições da Virgem Maria. Ele conta o padre cartuxo Marcellin Theeuwes entre seus professores cristãos.
Hoje ele dá palestras e aparece como palestrante em programas de televisão cristãos.

## Teses religiosas
Em seu trabalho A Salvação Vem dos Judeus, Schoeman detalhou suas opiniões sobre o papel do judaísmo na história da salvação cristã, e ele vê no cristianismo a conclusão do judaísmo e, portanto, gostaria de convidar judeus para a igreja com ele.
"Qualquer judeu que não aceita Jesus não entendeu o verdadeiro papel do judaísmo na história da salvação."
- Roy Schoeman
No Holocausto, ele suspeita da influência diabólica e considera a interpretação que esse sofrimento está preparando expiativamente o retorno de Cristo (Parusia).

## Crítica
As declarações de Schoeman sobre a missão aos judeus foram criticadas por vários lados.
Do Cardeal Raymond Leo Burke, por outro lado, recebeu elogios:
"O trabalho de Roy Schoeman, Honey from the Rock, ilumina o elo essencial entre a fé judaica e o catolicismo através da vida daqueles que nasceram na fé judaica e passaram a conhecer o cumprimento de sua fé em Cristo e em Sua Igreja Católica. [...] Honey from the Rock ilustra da maneira mais concreta a verdade exposta tão bem por Roy Schoeman em seu trabalho anterior, A Salvação vem dos Judeuss, que eu também recomendo de todo o coração ".
- Raymond L. Burke

## Publicações
- Papel do judaísmo na história da salvação, Steubenville, Ohio: Universidade Franciscana de Steubenville, 2004.
- A salvação Vem dos Judeus, Ignatius Press, 2004, ISBN 0-89870-975-X   , Alemão: A Salvação Vem dos Judeus. O plano de Deus para o seu povo (Augsburg 2007).
- https://web.archive.org/web/20071029044625/http://www.christenundjuden.org///de/?item=589
- Mel da Rocha. Dezesseis judeus encontram a doçura de Cristo, Ignatius Press, 2007, ISBN 1-58617-115-1.
- Judaísmo: da Perspectiva Católica, London: Catholic Truth Society, 2008, ISBN 978-1-86082-426-5.